# Sergei Hohlov-Simson
Sergei Hohlov-Simson, né le 22 avril 1972 à Pärnu en Estonie, est un footballeur international estonien, devenu entraîneur à l'issue de sa carrière, qui évoluait au poste de défenseur. 

## Biographie

### Carrière en club
Sergei Hohlov-Simson dispute 6 matchs en Ligue des champions, et 8 matchs en Coupe de l'UEFA,.

### Carrière internationale
Sergei Hohlov-Simson compte 58 sélections et 2 buts avec l'équipe d'Estonie entre 1992 et 2004. 
Il est convoqué pour la première fois par le sélectionneur national Uno Piir pour un match de la Coupe baltique 1992 contre la Lettonie le 10 juillet 1992 (défaite 2-1). 
Par la suite, le 5 octobre 1996, il inscrit son premier but en sélection contre la Biélorussie, lors d'un match des éliminatoires de la Coupe du monde 1998 (victoire 1-0). Il reçoit sa dernière sélection le 16 février 2004 contre Malte (défaite 5-2).

## Palmarès
- Avec le Flora Tallinn
  - Champion d'Estonie en 1994, 1997-98 et 1998
  - Vainqueur de la Coupe d'Estonie en 1998
  - Vainqueur de la Supercoupe d'Estonie en 1998

- Avec le Levadia Tallinn
  - Champion d'Estonie en 2004
  - Vainqueur de la Coupe d'Estonie en 2004 et 2005